# San Damián Texóloc
San Damián Texóloc är en kommun i Mexiko.   Den ligger i delstaten Tlaxcala, i den sydöstra delen av landet, 90 km öster om huvudstaden Mexico City.